# Ixora raivavaensis
Ixora raivavaensis là một loài thực vật có hoa trong họ Thiến thảo. Loài này được Fosberg mô tả khoa học đầu tiên năm 1937.